# 호스토멜

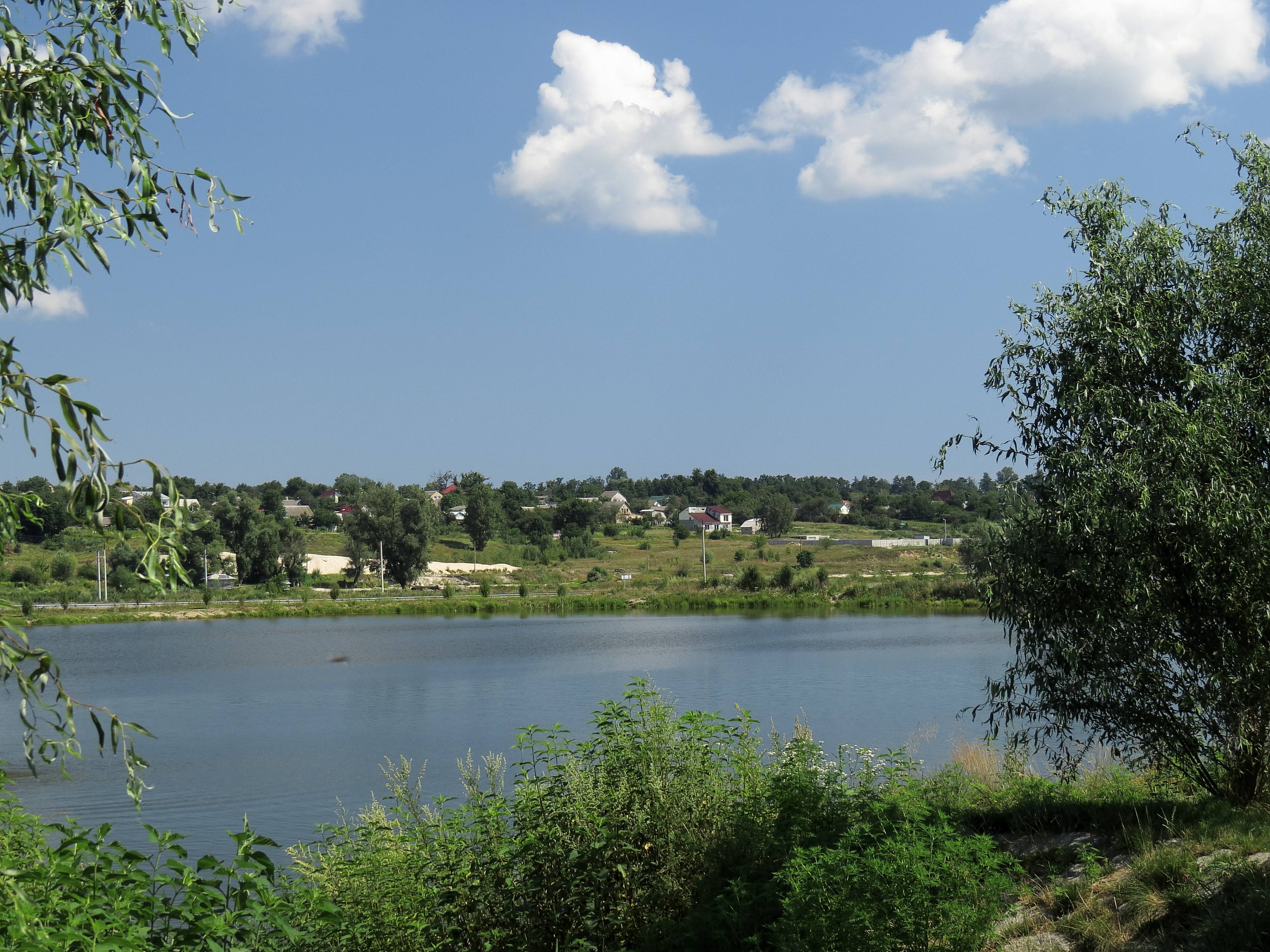

호스토멜(우크라이나어: Гостомель, IPA: [ɦoˈstɔmelʲ])은 우크라이나 키이우주 부차라이온에 있는 시골 정착지이다. 수도 키이우의 북서쪽에 위치해 있다. 이곳은 우크라이나의 흐로마다 중 하나인 호스멜 정착지 흐로마다의 행정을 담당하고 있다. 인구는 18,466명이다. (2022년 추정)
이 도시는 주요 국제 화물 시설인 안토노프 공항으로도 알려진 호스토멜 공항으로 주로 알려져 있다. 호스토멜에는 베트로파크 유리 공장도 있다.
호스토멜은 2022년 러시아의 우크라이나 침공 당시 공격을 받았고, 그 중 유리 프릴프코 시장도 사망했다. 이 도시는 3월 13일에 우크라이나의 영웅 도시라는 칭호를 받았다. 4월 2일, 우크라이나 당국은 키이우주의 대부분에 대한 통제권을 되찾았다고 확인했다.